# Tenuipalpus pigrus
Tenuipalpus pigrus är en spindeldjursart som beskrevs av Pritchard och Baker 1952. Tenuipalpus pigrus ingår i släktet Tenuipalpus och familjen Tenuipalpidae. Inga underarter finns listade i Catalogue of Life.